# Birgitta Roos
Birgitta Roos, född 24 juni 1924 i Umeå, är en svensk-sydafrikansk målare och grafiker. 
Hon var dotter till advokaten Birger Johan Adolf Roos och Ingrid Kiær och från 1956 gift med författaren Brian Barrow samt syster till Ivan Roos. Efter studentexamen 1943 arbetade hon ett par år som flygvärdinna. I slutet av 1940-talet studerade hon konst vid Iván Grünewalds målarskola och Otte Skölds målarskola i Stockholm; därefter studerade hon ett år i Paris. Tillsammans med Birgit Skiöld debuterade hon i en utställning med monotypier på Nystedts konstsalong i Linköping 1952. Efter sitt giftermål 1956 bodde hon ett år i London innan paret slutligen flyttade till Kapstaden där hon har medverkat i ett flertal utställningar. Hennes motiv utgörs av hästar, träd och landskapsbilder.   